# Панкратов, Владимир Ростиславович
Владимир Ростиславович Панкрато́в (р. 1948) — советский и российский оперный певец (бас).

## Биография
Родился в 1948 году. Окончил ЛГК имени Н. А. Римского-Корсакова. С 1973 года солист ЛМАТОБ, с 1980-х годов — ЛАТОБ имени С. М. Кирова. Выступал как концертный певец.

## Театральные работы
- «Пиковая дама» П. И. Чайковского — Златогор
- «Алеко» С. В. Рахманинова — Старый цыган
- «Дон Жуан» В. А Моцарта — Лепорелло
- «Севильский цирюльник» Дж. Россини — Дон Базилио.

## Признание
- Государственная премия РСФСР имени М. И. Глинки (1983) — за исполнение партии в оперном спектакле «Мария Стюарт» С. М. Слонимского, поставленного на сцене ЛМАТОБ
- заслуженный артист РСФСР (6.1.1983).
- Лауреат вокальных конкурсов в Голландии, Франции, Болгарии.